# Dolores Correa y Zapata
Dolores Correa Zapata (Teapa, Tabasco, 23 de febrero de 1853-Ciudad de México, 24 de mayo de 1924), fue una profesora, escritora, poetisa y defensora de los derechos de la mujer. Fundó, junto con Columba Rivera, la revista "Mujer Mexicana" (1902-1907).

## Biografía

### Entorno familiar
Sus padres fueron el político liberal y educador yucateco Juan Correa Torres (1825-1892)  y la educadora tabasqueña María de Jesús Zapata Roig (1825-1909). Fue la tercera de al menos ocho hijos del matrimonio Correa Zapata, que incluyeron al educador y funcionario Alberto Correa Zapata (1849-1909), el escritor Juan Correa Zapata (1857-1846), el abogado Armando Correa Zapata (1862-1926) y la novelista Teutila Correa de Carter (1863-1938). Su tía materna fue la escritora feminista Catalina Zapata de Puig (1833-1892) y su abuelo materno, Manuel Zapata Zavala (1802-1868) fue un político liberal yucateco que se desempeñó como diputado al Congreso Extraordinario Constituyente de 1847.
El hermano de su bisabuela fue el político e historiador yucateco Lorenzo de Zavala, quien posteriormente sería vicepresidente de la República de Texas. La nieta de Lorenzo, y por ello prima de Dolores, fue la poetisa y maestra Gertrudis Tenorio Zavala, fundadora junto con Rita Cetina y Cristina Farfán de la revista La Siempreviva y la Sociedad Científica y Literaria que llevó el mismo nombre.

### Primeros años
Dolores Correa Zapata nació el día 23 de febrero de 1853 en Teapa, Tabasco. Por haber sido su padre desterrado a Cuba junto con otros liberales, Dolores vivió su infancia y parte de la adolescencia en la ciudad de Mérida, donde su padre llegó a desempeñar el cargo de Jefe Político en el año 1863. Para 1867 la familia Correa Zapata se encuentra de vuelta viviendo en el estado de Tabasco, esta vez en la ciudad de San Juan Bautista (ahora Villahermosa). En esta ciudad sus padres fundarían dos colegios: el "Instituto Ocampo" para varones, dirigido por su padre, y junto a él, el Colegio María, para señoritas, dirigido por Dolores y su madre, primeros y únicos establecimientos particulares de aquella época en que la instrucción era solamente laica.
En aquellos primeros años de docencia es que Dolores comienza a pulir sus habilidades como escritora, colaborando en "El Recreo del Hogar", periódico fundado por Cristina Farfán
Laurena Wright de Kleinhans en la sección de “Biografías” en Violetas del Anáhuac afirmaba que desgraciadamente no correspondía su fortaleza física a su energía moral, por ser su constitución muy delicada por naturaleza, las asiduas tareas escolares quebrantaron de tal manera su salud, que tuvo que renunciar a sus clases, y en el año de 1884 vino a México en compañía de su hermano D. Alberto, editor actualmente del periódico infantil titulado El Escolar Mexicano.

## Vida profesional
Para poder presentar examen profesional y ser profesora titulada, Dolores se mudó a la Ciudad de México en el año 1884. Poco después, el 19 de junio de 1884 presentó examen profesional en el Antiguo Colegio de la Encarnación donde "fue replicada en geografía cosmografía, aritmética y sistema métrico decimal, español y pedagogía". El célebre geógrafo mexicano Antonio García Cubas fue uno de sus sinodales.
En 1889 comienza a trabajar en la  Normal de Profesoras como bilbiotecaria y en 1890 como subdirectora de la Escuela de Instrucción Primaria anexa a la Normal. En la última década del siglo XIX publica el libro "Nociones de instrucción cívica, de derecho usual y de economía política", que se volvería texto oficial para las primarias de niñas (exceptuando la última parte). El 27 de noviembre de 1896 fue nombrada maestra titular de la clase de Economía Doméstica en la Normal de Profesoras, y en el mismo año publica su segundo libro de texto "La mujer en el hogar" que sería premiado en la feria de Buffalo. Otros libros de texto de su autoría incluyen "Moral e instrucción cívica" y "Memorias de una maestra"

## Obra literaria
Al mismo tiempo que realiza sus funciones del magisterio, la maestra Correa y Zapata se dedicó a cultivar la poesía publicando en 1886 su primer libro de versos dedicada a su madre titulado "Estelas y bosquejos". Su obra mostraba una gran inquietud social, como puede verse reflejado en "tipos sociales" donde reunió títulos como: "El poeta", "El esclavo", "La mujer cristiana" y "El ángel del hogar". En 1917 publica su segundo libro de versos titulado "Mis Liras". 
También fue frecuente colaboradora de la revista "Violetas de Anáhuac", donde junto a Laureana Wright, Mateana Murguía y otras escritoras, publicaría composiciones literarias que reflejan las inquietudes de las mujeres ilustradas de la época. Entre los poemas y ensayos que se publicaron en sus páginas se encuentran los siguientes:
- A la Señora Baronesa de Wilson
- La Rosa Reina
- La Suicida (2-Nov-1888)
- La Loca del Cementerio (7-Oct-1888)
- Pinceladas (7-Oct-1888; dedicado a su tío Manuel Zapata Vera y su esposa María Dueñas)
- Un Arroyuelo (30-Sep-1888; dedicado a su hermana María Correa de De Mucha)
- No matar (Los egoístas) (18-Dic-1887; concluye el 25-Dic-1887)
- El Ángel del Hogar
- A Tabasco (4-Dic-1887)
- México Libre (16-Sep-1888)
- Cantarcillos (2-Sep-1888)
- Adiós (26-Ago-1888)
- Himno Infantil (12-Ago-1888)
- Recuerdos de Puyacatengo (5-Ago-1888)
- Las dos Liras (5-Ago-1888)
- Mi inspiración (18-Nov-1888)
- La Mujer (25-Dic-1887)
- La Mujer Cristiana (05-Feb-1888)
- La Mujer Científica (01-07-1888; continuado el 8-Jul-1888 y 15-Jul-1888; concluye el 22-Jul-1888)
- Tormenta y calma (29-Ene-1888)
- Los ambiciosos (12-Feb-1888; continuado el 26-Feb-1888; concluye el 4-Mar-1888)
- Rosas marchitas (19-Feb-1888)
- Desde el cielo (19-Feb-1888)
- El Poeta (18-Mar-1888)
- Al Grijalva, en la inundación de 1870 (25-Mar-1888)
- Estelas y bosquejos (25-Mar-1888)
- El recuerdo (22-Abr-1888)
- La romántica (22-Abr-1888)
- Bajo diversos prismas (6-May-1888; continuado el 13-May-1888; concluye el 17-Jun-1888)
- Una azucena (20-May-1888)
- Soneto (3-Jun-1888)
- Un mendigo (10-Jun-1888)
- Ya comprendo por qué! (17-Jun-1888)
- Soneto (17-Jun-1888; lleva el mismo nombre que otra composición presentada unas semanas antes)
- El cóndor y el pucuy (24-Jun-1888)
- La mujer de gran mundo (24-Jun-1888)

## Feminismo
A finales del año de 1886 Dolores Correa publicó a través de la imprenta de Eduardo Dublán la composición por la que quizá sea más reconocida a la fecha "La Mujer Científica". Este poema fue bien recibido por la prensa, recordando que su objeto principal era demostrar que la ciencia "es un atributo que no debe negarse a la mujer del siglo XIX". El poema en dos cantos tiene varias referencias que aluden al estándar de igualdad en el que de se deberían encontrar los hombres y las mujeres para el acceso a una educación científica como una forma de encontrar autonomía de pensamiento y decisión. 
| ¿Quién ha dicho que al hombre solo es dado Cruzar la senda de la ciencia vasta. Para regar después en su camino La luz fulgente que la ciencia mana? ¿Por qué no tiene la mujer derecho De abarcar con la luz de su mirada Los misterios que al sabio se revelan Y al ignorante la creación le guarda? [...] ¿No dijo Dios también: yo doy al hombre Otro sér de su sér, alma de su alma, De su misma costilla la he formado, Compañera le doy, y no vasalla; —Correa Zapata, D (1886) La mujer científica. México: Eduardo Dublán y Comp. Impresores |

El segundo canto relata los pesares de una mujer de la época que decide perseguir el conocimiento científico, señalando las incongruencias de los hombres de la época que avanzan las ideas del progreso sólo para ellos, sometiendo a la mujer a un estándar doble de luz moral del hogar y la sociedad, pero también mercancía de uso y descarte. Seguramente para Dolores, como para sus compañeras fue muy difícil navegar las expectativas de hombres y mujeres de la época sobre lo que es apropiado, dejando entrever sus propios pesares a través de los personajes presentados.
| ¡Ay, señor! Yo no sabia Que ese. don precioso y bello, De Dios divino destello Que llaman sabiduría; Don de preciosa valía Que es del hombre el mejor don, Fuera en la mujer baldón, Como un estigma maldito Que deja pronto marchito Su sensible corazón. ¡Pobre de mí! Generosa, Brindé mi sangre, mi vida, Y como ofrenda ofrecida En mi vía dolorosa, Me hice á los hombres odiosa, De las mujeres odiada, Y ful tal vez envidiada Por ceñirme esa corona, Que ni el hombre me perdona Ni es por ellas perdonada. [...] La condición de este siglo Que de las luces se nombra, Y deja á la oscura sombra Condenada á la mujer, Dando esos tristes ejemplos Que palpamos en el dia: Que es la mujer mercancía Y el hombre su mercader. — Correa Zapata, D (1886) La mujer científica. México: Eduardo Dublán y Comp. Impresores |

Años más tarde, a partir del número 30 de la revista "Violetas del Anáhuac", correspondiente al 1° de julio de 1888, se comenzaría a reimprimir por partes este trabajo, llegando sus ideas aún a más personas.  En la introducción de su libro de 1896, "La mujer en el hogar", Correa refrenda sus posturas haciendo una defensa del feminismo:
De acuerdo a la investigadora Rosa María González Jiménez, al tiempo de su publicación "Dolores Correa Zapata: Una profesora feminista del siglo XIX", esta referencia es la más antigua encontrada en donde una mujer mexicana utiliza el término feminismo en esta acepción, reivindicándolo.
En 1904 formó parte de la primera asociación feminista de México que tuvo sus orígenes en la Escuela Normal de profesoras. Esta red de mujeres conocida como "La Sociedad Protectora de la Mujer" reunió a una generación de mujeres escritoras, maestras y mujeres atípicas para los roles que la sociedad de su época exigía como su presidenta María Sandova del Zarco (primera abogada titulada en México), y su secretaria Columba Rivera (segunda médica titulada en México), además de Mercedes Castorena, Severa Aróztegui, Luz F. Vda. de Herrera y Trinidad Orilles. Dolores tomó el papel de su primer vicepresidenta, proponiéndose -a diferencia de las sociedades literarias de la época- "formar una sociedad feminista".
Dolores Correa fundó ese mismo año el periódico "La mujer mexicana" que se convirtió en el órgano informativo de la sociedad que influyó en las siguientes generaciones de feministas que participaron en eventos como el Congreso femenino de Baltimore en Estados Unidos en 1922 o la Convención Nacional de la mujer celebrado en la Ciudad de México en 1925. Desde esta revista defendían los derechos sexuales de las mujeres, pedían una reforma al Código Civil de 1884 para que tuviera un carácter más equitativo para las mujeres.
Después de realizar un viaje por Europa, escribió folletos de un carácter más progresista como: "El espíritu del pueblo mexicano", "De la escuela primaria a la normal", "La combustión", "El cinco de febrero", "La obra del señor Rébsamen", "La federación y la escuela", "La obrera mexicana", "El desayuno de la obrera Luz", "El trabajo", "El obrero mexicano" y "La guerra y la paz".
De ella se escribe en la sección de "Escritores Mexicanos Contemporáneos" de Biblos (Boletín semanal de información bibliográfica publicado por la Biblioteca Nacional) en el año de 1921: "su ideal predilecto ha sido la emancipación de la mujer libertarla de la tutela del hombre y enseñarla a vivir independiente, mediante sus propios esfuerzos; ella misma es un ejemplo vivo de sus teorías"

## Publicaciones disponibles en línea
- Correa Zapata, Dolores (1886) La mujer científica: http://www.cervantesvirtual.com/nd/ark:/59851/bmc9w295
- Correa Zapata, Dolores (1919 [1896]) La mujer en el hogar. Libro primero : http://beceneslp.edu.mx/pagina/sites/default/files/La%20mujer%20en%20el%20hogar.pdf
- Correa Zapata, Dolores (1905 [1896]) La mujer en el hogar. Libro segundo : http://biblioteca.ajusco.upn.mx:8080/fondo/bitstream/123456789/60/1/122074.pdf Archivado el 6 de febrero de 2020 en Wayback Machine.